# NGC 3350
NGC 3350 ist eine linsenförmige Galaxie vom Hubble-Typ S0 im Sternbild Kleiner Löwe am Nordsternhimmel. Sie ist schätzungsweise 461 Millionen Lichtjahre von der Milchstraße entfernt.
Das Objekt wurde am 10. April 1831 von John Herschel entdeckt.